# タブレットPC

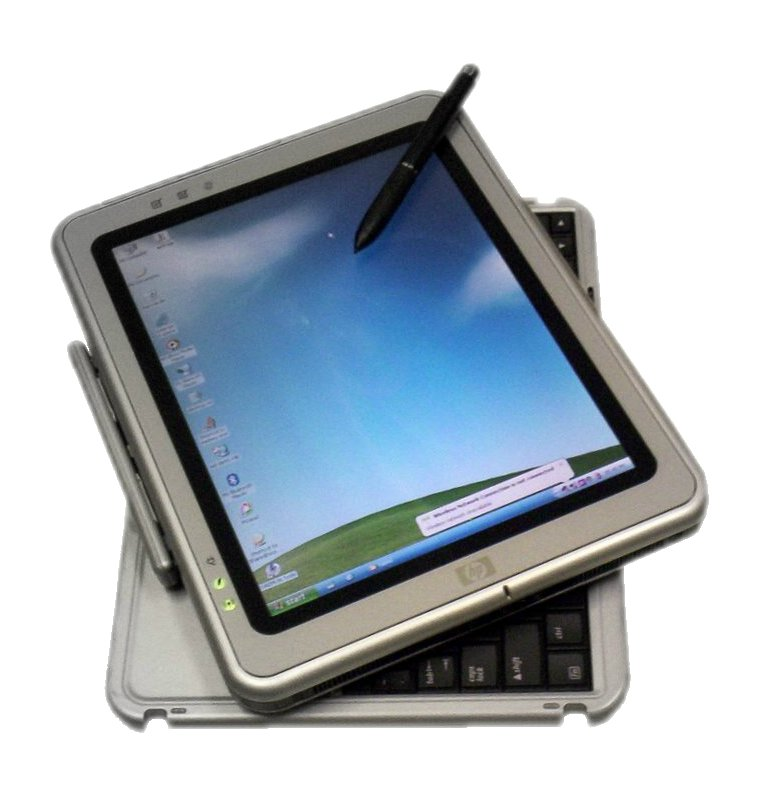
タブレットPCの一例（コンバーチブルタイプ）
ヒューレット・パッカード TC1100シリーズ

タブレットPC（英: Tablet PC）とは、2001年に発表された、タッチインターフェイスに対応したマイクロソフトのMicrosoft Windows XP Tablet PC Editionおよびその後継オペレーティングシステム (OS) がインストールされたタブレットの一種。
平板状の外形を備え、タッチパネルあるいはペン入力操作（タッチインターフェイス）に対応したディスプレイを搭載している。
なお、「タブレットPC」と言う表記は、タブレット型コンピュータ全般を指すこともある。
特に本稿では、PC用OSであるx86/x64版Windowsに対応したものについて扱う。Windows Mobile、Windows RTやiOS、iPadOS、Android、ChromeOSがインストールされたモデルについては対象外とする（これらの一部として、本項モデルの後継であるMicrosoft Surfaceがある）。

## 概要
タブレットPCでは携帯情報端末などと同様に指もしくはペン型のポインティングデバイスで液晶ディスプレイの表面に実装されたタッチパネルをなぞることで、マウスと同様の操作と、手書き文字や絵・図形などの入力ができる。タッチ操作方式はマウス操作に比べてコンピュータに不慣れな人でも直感的に操作できるとされ、本体を片手で保持して立ち仕事などでも使用できる。反面、細かい操作や精密な作業には向かない。
タブレットPCの構想は20世紀末からあったが、実際の製品は、2002年にWindows XP Tablet PC Editionが登場した時点でハードウェアベンダー各社から対応製品が登場した。
2010年にAppleがiPadを発売してタブレットの市場を開拓したことや、Android OSを搭載したスマートフォンおよび一回り大きなスレート形状のAndroidタブレットが登場したことで大きく普及したが、2012年にリリースされたWindows 8以降ではOSのグラフィカルユーザーインターフェイス (GUI) がタッチパネル操作を意識したものとなり、プリインストールされた廉価なWindowsタブレットも本格的に発売され、高価格帯のものも含めてさまざまなタイプの製品が普及するようになった。
これらの製品は、従来からのx86/x64版Windows PC用ソフトウェアを利用でき、従来同様のパソコンとしての用途も必要としている利用者層の需要を考慮している。
ARMアーキテクチャのプロセッサのみに対応したモバイル向けWindows 8である「Windows RT」を搭載したタブレットPCとして「Surface RT」なども発売されていたが、従来のx86/x64デスクトップアプリ資産が使えず、サードパーティーはWindows Runtime (WinRT) APIを使用したアプリ開発しかできないこともあいまって、ユーザーに受け入れられず製造終了となった。後継の「Surface Pro X」は、ARM64版Windows 10を搭載し、ARM32/ARM64アプリケーションの実行およびエミュレーションによるx86/x64アプリケーションの実行をサポートする。またWindows 10では、WinRT APIベースのUWPアプリの開発ツールだけでなく、従来のWindows APIやMFCを利用したARM32/ARM64ネイティブアプリの開発ツールも提供されている。

## 分類

### 形態による分類
タブレットPCの形態としては大きくは「コンバーチブル型」と「ピュアタブレット型」、「デタッチャブル型」の3つに分類でき、コンバーチブル型はさらに下記のように分類できる。これらは本体とキーボードを着脱したり折り畳んだりできる形態であり、タブレットとしてもノートパソコンとしても利用できるため、2in1と呼ばれる。タブレットとしての使い方をメインとするのか、ノートPCとしての使い方をメインとするのかでどのタイプを選ぶのか基準が変わってくる。

#### コンバーチブル型
- ヒンジ部分が回転してキーボードが裏返る形態

キーボードが裏返るタイプはヒンジ機構以外は通常のノートPCとほぼ同じ形態であるが、タブレット形態で使うには嵩張るため、ノートパソコン形態メインでとりあえずタブレット形態でも利用できる使い方が想定されている。
かつてのタブレットPCは大半がこのタイプで、大抵の場合、ディスプレイとキーボードは1点支持の首振回転式ヒンジで繋がれており、キーボード打鍵面が内側にディスプレイ表示面が外側に向くよう折り畳めるようになっていた。かつてのUltra-Mobile PCの大半はこのタイプだった。Windows 8が搭載されるようになった以降のものは、2軸ヒンジを使用して簡易的に360度回転する（キーボード打鍵面が外側に向く）ものがほとんどである。
- 本体とキーボードが分離できる形態

分離タイプはキーボードドックを外してタブレットとしても利用できるため、バッテリーやストレージが本体ディスプレイと一体となり、ディスプレイ部分の重量が重くなる傾向となる。キーボードドックのヒンジの部分に脱着機構が付き、爪または磁力で物理的に接続され、大抵の場合専用の接点で電気的に接続される。
通常のノートPCと同様な使い勝手ができる。キーボードドックにサブバッテリーやサブストレージ、USB端子等が備え付けられている場合が多い。しかし本体部分と合わせて重量が重くなるきらいがある。

#### ピュアタブレット型
Surface Proのようなタブレット形態メインの場合はキーボードドックが別売りになっている場合もあり、機構もヒンジがない簡易的なものが多いため、ノートPCとして使う場合はキーボード側で本体を支えられないため専用の衝立が必要となる製品もある。純粋にタブレット本体のみで、純正キーボードドックがない製品も存在し、その場合、BluetoothやUSBで接続する市販のキーボードを使用することとなる。

#### デタッチャブル型
脱着可能なタブレットとキーボードが最初から同梱されていて、キーボードを取り付けることでパソコンとして機能し、逆にキーボードを取り外すことでタブレットとして使える。一部の機種ではスタイラスペンが同梱される場合があるが、場合によっては別売りや無い機種もある。(ピュアタブレット型)

### タッチパネルの認識方法による分類
タブレットPC用途としては下記の2種類が使用されている。
- 抵抗膜方式（感圧式）

ペンを画面に押しつけた時の圧力で認識する。基本的にペンの先端形状・材質等の制約がなく、ペンだけでなく指などでも操作ができる。初期のタブレットPCやUMPCはこの方式が多い。
- 電磁誘導方式（静電式）

スマートフォンやタブレットが普及してからはこの方式が主流になっている。 手からペン先まで通電する仕組みとなっており、ペンを近づけたときに電磁誘導を起こして認識し、指先でも反応する。導電性のない手袋を嵌めた状態では操作できないため、スマホ対応を謳っている導電性を持った手袋が市販されている。本方式の場合、通電性があることは勿論、ある程度面積・太さがあるペン先のもので触れないと正確に反応・認識しない。スマートフォン対応として販売されているペンの多くが、ペン先がかなり太くなっている。

## マイクロソフト製OSの対応
同様のカテゴリのPCで以前からタッチパネルPCという製品が存在していた。タブレットPCと異なり、ペン入力等の機能が標準でサポートされていなかったため、各社各様にインターフェイス、デバイスドライバ、ユーティリティ、文字認識機能等の仕様がバラバラで統一されていなかった。一部に小売されている物も存在はしたが、専ら産業用途に使われていた。しかし2005年に富士通より、Windows XP Tablet PC Edition 2005および感圧式タッチパネルを搭載した「FMV-P8210」というタブレットPCが登場した。2007年以降はタッチパネルを搭載したUltra-Mobile PCも各社から発売されたが、マシンスペックの問題等で、Windows VistaでもWindows XP Tablet PC Editionでもなく、Windows XP Home Editionにドライバやユーティリティ等を実装して販売された製品も存在した。
Windows Vista以降のWindows OSでは、標準でペンタブレット入力デバイスでの使用を考慮した設計となっており、ソフトウェアキーボードの搭載やタブレットを用いた入力スタイルなどが自由に選択可能となっている。
Windows 7では、タッチ対応ディスプレイを使用した直感的なUXを実現するためのWindowsタッチAPIが実装され、マルチタッチおよびタッチジェスチャに対応するようになった。
Windows 8以降ではユーザーインターフェイス (UI) そのものがタブレットPCなどタッチパネル式ディスプレイでの操作利用を前提とした設計 (Modern UI) となっており、2010年代以降スマートフォンやタブレットで採用されているAndroidやiOSのインターフェイスを強く意識したものになっている。Windowsストアで配布できるWindows 8向けアプリの開発に使用される新しいWindows Runtime APIには、タッチ入力にも適したデザインのウィジェット・ツールキットが含まれている。
以下にマイクロソフトのOSでの拡張機能を示す。

### Windows XP Tablet PC Edition
Windows XP Tablet PC Editionは、Windows XP Professionalの全機能に加えて次の機能を持つ。
- ペンによる操作
- 手書き文字認識
- 音声認識
- 追加アプリケーション
  - Tablet PC 入力パネル
  - Windows Journal
  - 付箋
  - インクボール
- Microsoft Officeにおける、インク機能の利用

全てのタブレットPCユーザーは、Windows XP SP2をインストールすることでTablet PC Edition 2005へアップグレードすることができる。また、Microsoft 拡張パックやPowerToysをダウンロードすることで、より多くのタブレットPC用プログラムを利用できるようになる。

### Windows Vista
2007年1月末にリリースされたWindows Vistaでは、Home Premium以上のエディションでWindows XP Tablet PC Editionの機能が標準機能として統合された。これによりWindows XP Tablet PC Editionという特殊オペレーティングシステムで稼働するマシンという概念が無くなるため、Windows Vista発売後のノートPCでは「タブレットPC」という認識ではなく「ノートPC」の位置づけとして、ハード的にタブレット機能が標準で装備される機種も見本市などで確認されている。また、デスクトップPCでもタッチパネルディスプレイを接続することで同等の機能を実現できる。
Windows XP Tablet PC Editionと同様の機能のほかに下記の機能も搭載されている。
- ペンフリック

ペンの動きで、ページの移動やコピー・貼り付けなどの操作を行うことができる。
- ペンカーソル

マウスとは別に用意されたカーソル。画面をタップすると波紋が出る。ペンを画面から離すとカーソルは消える。
- Microsoft Officeのインク機能

### Windows 7
2009年にリリースされたWindows 7では、Vista以上にタブレットデバイスに対応した機能が拡張されている。「Windowsタッチ」機能が標準搭載され、2本以上の指による操作「マルチタッチ」によるズームや回転といったジェスチャ操作も行えるようになった。以降、タッチパネル液晶ディスプレイを備えたノートPCやディスプレイ一体型PCが多く登場するようになった。これらの製品はマルチタッチやペン入力に対応していたものの、OSのUIおよびアプリケーションがタッチに最適化されていなかったため、組み込み系の特殊な製品群を除き、タッチ入力がメインとなることは少なかった。そのため、タッチパネルの他に従来通りのキーボードとマウス/タッチパッドも備えている場合が多かった。このカテゴリに対して特定の名称があるわけではない。

### Windows 8/8.1
Windows 8では、新開発のModern UIが搭載されたが、iOSやAndroidといったライバルOSのUIを強く意識した影響でスタートボタンおよびスタートメニューが廃止されたため従来のパソコンスタイルで利用するユーザーには不評だった。

### Windows 10
Windows 10ではスタートボタンとスタートメニューが復活し、Modern UIの機能はデスクトップに統合された。ノートパソコン形態で使用する場合はスタートボタンを押すことでModern UIのようなデザインのスタートメニューが表示されるが、キーボードドックを外すなどしてタブレットモードに切り替えると、自動的にWindows 8/8.1のようなModern UIに似た表示に切り替わる機能「Continuum」が搭載されている。